# Gustav Görsmann
Ferdinand Friedrich Gustav Görsmann (* 27. September 1873 in Osnabrück; † 15. September 1942 in
Dachau) war ein römisch-katholischer Priester. Wegen der seelsorgerischen Betreuung von Kriegsgefangenen durch den Pfarrer wurde er im Sommer 1941 verhaftet und in das KZ Dachau deportiert, wo er ein Jahr später starb. Die katholische Kirche gedenkt seines Wirkens am 15. September.

## Biografie
Görsmann wurde als einziger Sohn des Tischlermeisters Heinrich Görsmann geboren. Seiner Mutter gab er als 17-Jähriger am Sterbebett das Versprechen, Priester zu werden. Nach dem Abitur am Gymnasium Carolinum in Osnabrück 1895 studierte er zunächst in Freiburg Theologie, später wechselte er nach Münster. In Freiburg wurde er aktives Mitglied der katholischen Studentenverbindung KStV Brisgovia und in Münster der KStV Germania, beide im KV. Zur praktischen und asketischen Ausbildung der Weltpriester kam er in das Priesterseminar in Osnabrück. Am 25. September 1898 wurde er im Dom zu Osnabrück zum Priester geweiht. Noch im gleichen Jahr trat er in der Pfarrei St. Marien in Blumenthal seine erste Kaplansstelle an. Acht Jahre später führte ihn seine zweite Kaplansstelle nach Wellingholzhausen in die Pfarrei St. Bartholomäus. Hier blieb er bis 1915. Zum 1. Dezember 1915 vertraute ihm der Osnabrücker Bischof Wilhelm Berning als erste Pfarrstelle die neu gegründete Kirchengemeinde Mariä Himmelfahrt in Gellenbeck, heute ein Gemeindeteil von Hagen a.T.W., bei Osnabrück an. Hier wirkte er bis 1941.
Görsmann stand dem Nationalsozialismus von Anfang an ablehnend gegenüber. Zwar suchte er nicht die offene Kontroverse mit der NSDAP, machte aber aus seiner Überzeugung keinen Hehl. So ist überliefert, dass beim Eingang ins Pfarrhaus – in Abkehr von dem zur damaligen Zeit üblichen Gruß Heil Hitler – ein von ihm entworfenes Schild mit der Aufschrift Dein Gruß sei grüß Gott! hing.
Während des Zweiten Weltkriegs betreute Görsmann französische Kriegsgefangene, die in Gellenbeck bei den Bauern zur Arbeit eingesetzt waren, als Seelsorger. Mitte 1940 beantragte er beim Kreiswehrpfarrer, sonntags Gottesdienste für die Gefangenen abhalten zu dürfen. Die Genehmigung wurde ihm am 29. August 1940 erteilt. Seit dieser Zeit hielt Görsmann regelmäßig Messen für die Kriegsgefangenen, zu denen er diese persönlich einlud. Dabei redete er sie mit „Meine Brüder“ an und unterhielt sich mit ihnen über ihre persönlichen Verhältnisse, ihre Arbeit und Verpflegung u. a. Ausdrücklich war dies jedoch in den Richtlinien für die geistliche Betreuung für Kriegsgefangene untersagt. Dies war Anlass für seine Festnahme. Im März 1941 wurde Görsmann verhaftet und im April zu vier Wochen Haft verurteilt. Wegen der Anrechnung der Untersuchungshaft galt die Strafe an sich als verbüßt. Im Juni 1941 verbrachte ihn die Gestapo erneut in Haft. Während seines Gefängnisaufenthalts in Osnabrück wurde Görsmann unter anderem zu Aufräumarbeiten auf Trümmergrundstücken herangezogen. Am 3. Oktober 1941 wurde er von Osnabrück in das Konzentrationslager nach Dachau überführt. Dort starb er am 15. September 1942 im Krankenbau des Lagers an Unterernährung.

## Gedenken
Es erinnern an ihn
- der Stolperstein von Gunter Demnig vor dem Westportal der Gellenbecker Kirche[3]
- das Görsmann-Denkmal von Bernhard Gewers an der Gellenbecker Schule
- die ihm zu Ehren errichtete Kapelle zu den Sieben Schmerzen Mariens in Hagen a.T.W.[4]
- das Gustav-Görsmann-Haus, Gemeinschaftshaus der Pfarrgemeinde Mariä Himmelfahrt
- die Görsmannstraße in Hagen a.T.W.[5]

## Würdigung
Die katholische Kirche hat Pfarrer Gustav Görsmann im Jahr 1999 als Glaubenszeugen in das deutsche Martyrologium des 20. Jahrhunderts aufgenommen.